# Freddy Superlano
Freddy Superlano est un homme politique vénézuélien, membre de Volonté populaire. En 2015, il est député à l’Assemblée nationale. 

## Biographie

### Formation et carrière professionnelle
Diplômé en ingénierie des systèmes et en éducation, mention histoire et géographie, il obtient ensuite une maîtrise en gestion et en leadership pédagogique. Il devient ensuite enseignant.

### Parcours politique
Initialement membre d'Action démocratique, il devient membre fondateur de Volonté populaire, dont il devient le coordinateur national. 
En 2015, Freddy Superlano est élu député de Barinas, quand l’opposition au régime chaviste remporte la majorité à l’Assemblée nationale, il est alors président de la Commission permanente de la fonction de contrôleur de 2018 à 2019. En 2017, il est candidat au poste de gouverneur de Barinas mais est officiellement battu par Argenis Chávez, frère d'Hugo Chávez.
Il est ensuite élu gouverneur en 2021 mais son élection est annulée par le Tribunal suprême de justice pour inéligibilité.
Le 30 juillet 2024, il est arrêté à Caracas alors qu'il conteste les résultats officiels de l'élection présidentielle vénézuélienne qui donnent Nicolás Maduro vainqueur et appelle à un nouveau décompte des voix,.

### Vie personnelle
Marié à Aurora Silva, il est père de six enfants.